# Allodia argentinense
Allodia argentinense är en tvåvingeart som först beskrevs av Lane 1958.  Allodia argentinense ingår i släktet Allodia och familjen svampmyggor. Inga underarter finns listade i Catalogue of Life.